# SP u hokeju na ledu elitne divizije 2016.
Svjetsko prvenstvo u hokeju na ledu 2016. je 80. Svjetsko prvenstvo u hokeju na ledu, koje se održalo u svibnju 2016. godine u Rusji. Konačna odluka o domaćinu donesena je 13. svibnja 2011. Rusija je po treći put bila domaćin ovog natjecanja, nakon prvog izdanja ovog natjecanja 2000. godine, te prvenstva 2007.
Turnir se sastojao od sveukupno 64 utakmica: 56 u fazi po skupinama, 4 play-off utakmice za četvrtfinale, 4 utakmice četvrtfinala, 2 utakmice polufinala, te utakmice za broncu i finalna utakmica.
Kanađani su obranili titulu iz Češke 2015. pobijedivši Fince rezultatom 2-0 u finalu.

## Gradovi-domaćini i stadioni
| Moskva         | Sankt Peterburg |
| -------------- | --------------- |
| VTB Ice Palace | Jubilejnyj      |
| Mjesta: 12.100 | Mjesta: 7.300   |
|                |                 |

## Suci
| Suci - Tobias Björk - Linus Ohlund - Timothy Mayer - Stefan Fonselius - Aleksi Rantala - Martin Fraňo - Antonín Jeřábek - Péter Gebei - Roman Gofman - Konstantin Olenin - Brett Iverson - Jozef Kubuš - Daniel Piechaczek - Maksim Sidorenko - Tobias Wehrli - Marc Wiegand | Linijskih sudaca - Nicolas Chartrand-Piché - Nicolas Fluri - Roman Kaderli - Jon Killian - Gleb Lazarev - Alexander Otmakhov - Vít Lederer - Miroslav Lhotský - Andreas Malmqvist - Henrik Pihlblad - Pasi Nieminen - Sakari Suominem - Frace McIntyre - Judson Ritter - Nikolaj Ponomarjow - Peter Šefčík |

## Natjecanje po skupinama
Objašnjenje kratica kod tablica u skupinama:
- Momčad = naziv reprezentacije
- Uta. = broj odigranih utakmica u skupini
- Pob. = broj pobjeda
- Pobpr. = broj pobjeda u produžetku
- Por. = broj poraza
- Porpr. = broj poraza u produžetku
- Po. = broj postignutih pogodaka
- Pr. = broj primljenih pogodaka
- Gr. = gol-razlika
- Bod = broj bodova

Objašnjenje boja u tablici skupina:
██ Momčad ispala u Diviziju IA.
██ Momčad se plasirala u daljnji tijek natjecanja.

### Skupina A
| Momčad    | Uta. | Pob. | Pobpr. | Porpr. | Por. | Po. | Pr. | Gr. | Bod. |
| --------- | ---- | ---- | ------ | ------ | ---- | --- | --- | --- | ---- |
| Češka     | 7    | 5    | 1      | 1      | 0    | 27  | 12  | +15 | 18   |
| Rusija    | 7    | 6    | 0      | 0      | 1    | 32  | 10  | +22 | 18   |
| Švedska   | 7    | 3    | 2      | 0      | 2    | 23  | 18  | +5  | 13   |
| Danska    | 7    | 2    | 2      | 1      | 2    | 17  | 22  | -5  | 11   |
| Norveška  | 7    | 2    | 1      | 0      | 4    | 13  | 22  | -9  | 8    |
| Švicarska | 7    | 1    | 1      | 3      | 2    | 20  | 26  | -6  | 8    |
| Latvija   | 7    | 1    | 0      | 3      | 3    | 13  | 22  | -9  | 6    |
| Kazahstan | 7    | 0    | 1      | 0      | 6    | 15  | 28  | -13 | 2    |

| 6. svibnja 2016. 16:15 | Švedska | 2:1 (PR) (1:0, 0:0, 0:1, 1:0) | Latvija | Moskva Posjećenost: 4,420 |

| Izvještaj utakmice                                               | Izvještaj utakmice | Izvještaj utakmice                       | Izvještaj utakmice | Izvještaj utakmice |
| ---------------------------------------------------------------- | ------------------ | ---------------------------------------- | ------------------ | ------------------ |
|                                                                  |                    |                                          |                    |                    |
| Ericsson (Backlund, Fransson) – 02:52 Nyquist (Wennberg) – 64:06 | 1–0 1–1 2–1        | 52:29 – Sotnieks (Rēdlihs, Džeriņš) (PP) |                    |                    |
|                                                                  |                    |                                          |                    |                    |
| 44                                                               | Udarci             | 21                                       |                    |                    |

| 6. svibnja 2016. 20:15 | Češka | 3:0 (1:0, 1:0, 1:0) | Rusija | Moskva Posjećenost: 9,696 |

| Izvještaj utakmice                                                                               | Izvještaj utakmice | Izvještaj utakmice | Izvještaj utakmice | Izvještaj utakmice |
| ------------------------------------------------------------------------------------------------ | ------------------ | ------------------ | ------------------ | ------------------ |
|                                                                                                  | Dominik Furch      | Vratari            | Sergei Bobrovsky   |                    |
| Kundrátek (Kovář, Kempný) – 14:48 Červenka (Jeřábek, Pastrňák) (PP) – 20:48 Birner (ENG) – 58:28 | 1–0 2–0 3–0        |                    |                    |                    |
|                                                                                                  |                    |                    |                    |                    |
| 27                                                                                               | Udarci             | 25                 |                    |                    |

| 7. svibnja 2016. 12:15 | Švicarska | 2:3 (KU) (1:0, 0:1, 1:1, 0:0, 0:1) | Kazahstan | Moskva Posjećenost: 5,420 |

| Izvještaj utakmice | Izvještaj utakmice             | Izvještaj utakmice                                                                    | Izvještaj utakmice | Izvještaj utakmice |
| --- | ------------------------------ | ------------------------------------------------------------------------------------- | ------------------ | ------------------ |
| |                                |                                                                                       |                    |                    |
| Walser (Diaz, Andrighetto) – 14:56 Hollenstein (Ambühl, Du Bois) (PP) – 52:01 Hollenstein Martschini Niederreiter Martschini | 1–0 1–1 1–2 2–2 Kazneni udarci | 30:57 – Savčenko (SH) 50:30 – Starčenko (Rymarev) (PP) Dawes Starchenko Rymarev Dawes |                    |                    |
| |                                |                                                                                       |                    |                    |
| 27 | Udarci                         | 51                                                                                    |                    |                    |

| 7. svibnja 2016. 16:15 | Norveška | 0:3 (0:0, 0:2, 0:1) | Danska | Moskva Posjećenost: 6,668 |

| Izvještaj utakmice | Izvještaj utakmice | Izvještaj utakmice                                                                                                 | Izvještaj utakmice | Izvještaj utakmice |
| ------------------ | ------------------ | --- | ------------------ | ------------------ |
|                    |                    | |                    |                    |
|                    | 0–1 0–2 0–3        | 21:06 – Nick. Jensen (Storm, Madsen) 34:12 – J. Jensen (Eller, D. Nielsen) 59:45 – Nick. Jensen (D. Nielsen) (ENG) |                    |                    |
|                    |                    | |                    |                    |
| 44                 | Udarci             | 28 |                    |                    |

| 7. svibnja 2016. 20:15 | Češka | 4:3 (KU) (2:0, 0:1, 1:2, 0:0, 1:0) | Latvija | Moskva Posjećenost: 4,650 |

| Izvještaj utakmice | Izvještaj utakmice                     | Izvještaj utakmice | Izvještaj utakmice | Izvještaj utakmice |
| --- | -------------------------------------- | --- | ------------------ | ------------------ |
| |                                        | |                    |                    |
| 03:33 – Plekanec (Pastrňák, Červenka) 06:23 – Plekanec (Kašpar, Červenka) (PP) 59:01 – Řepík (Jeřábek, Kovář) (EA) Kašpar Kovář Koukal | 1–0 2–0 2–1 2–2 2–3 3–3 Kazneni udarci | Bukarts (Džeriņš, Rēdlihs) – 35:26 Girgensons (Ābols, Daugaviņš) (PP) – 48:20 Rēdlihs (Džeriņš, Bukarts) – 57:41 Ābols Daugaviņš Bukarts |                    |                    |
| |                                        | |                    |                    |
| 39 | Udarci                                 | 25 |                    |                    |

| 8. svibnja 2016. 12:15 | Kazahstan | 4:6 (3:3, 0:1, 1:2) | Rusija | Moskva Posjećenost: 10,122 |

| Izvještaj utakmice | Izvještaj utakmice                      | Izvještaj utakmice | Izvještaj utakmice | Izvještaj utakmice |
| --- | --------------------------------------- | --- | ------------------ | ------------------ |
| |                                         | |                    |                    |
| Boyd (Bočenski, Dawes) (PP) – 08:04 Starcčnko (Chudjakov, Rymarev) – 09:02 Rymarev (Starčenko) (PP) – 19:46 Semjonov (Boyd, Dawes) (PP) – 41:00 | 0–1 1–1 2–1 2–2 2–3 3–3 3–4 4–4 4–5 4–6 | 06:43 – Dadonov (Šipačov, Belov) 09:21 – Ljubimov (Kalinjin, Plotnikov) 11:11 – Mozjakin (Dadonov, Šipačov) (PP2) 38:02 – Belov (Dacjuk, Antipin) (PP) 43:57 – Belov (Chudinov, Mozjakin) 48:38 – Ljubimov (Belov, Datsyuk) (PP) |                    |                    |
| |                                         | |                    |                    |
| 19 | Udarci                                  | 49 |                    |                    |

| 8. svibnja 2016. 16:15 | Norveška | 4:3 (PR) (1:1, 2:0, 0:2, 1:0) | Švicarska | Moskva Posjećenost: 4,515 |

| Izvještaj utakmice | Izvještaj utakmice          | Izvještaj utakmice                                                                                             | Izvještaj utakmice | Izvještaj utakmice |
| --- | --------------------------- | --- | ------------------ | ------------------ |
| |                             | |                    |                    |
| K. Olimb (M. Olimb, Zuccarello) (EA) – 14:07 Røymark (Forsberg) – 23:03 M. Olimb (K. Olimb, Olsen) (PP) – 38:03 Martinsen (M. Olimb, Trygg) (PP) – 63:23 | 0–1 1–1 2–1 3–1 3–2 3–3 4–3 | 02:27 – Walser (Weber, Martschini) (PP) 43:24 – Moser (Diaz, Niederreiter) 59:50 – Du Bois (Diaz, Ambühl) (EA) |                    |                    |
| |                             | |                    |                    |
| 26 | Udarci                      | 39 |                    |                    |

| 8. svibnja 2016. 20:15 | Švedska | 5:2 (0:1, 5:0, 0:1) | Danska | Moskva Posjećenost: 5,385 |

| Izvještaj utakmice | Izvještaj utakmice          | Izvještaj utakmice                                                                  | Izvještaj utakmice | Izvještaj utakmice |
| --- | --------------------------- | ----------------------------------------------------------------------------------- | ------------------ | ------------------ |
| |                             |                                                                                     |                    |                    |
| Rosén (Fantenberg, Ritola) – 27:03 Backlund (Ericsson, Omark) (PP) – 28:30 Nygren (Omark, Sundström) (PP2) – 37:06 Backlund (Ericsson, Omark) (PP) – 39:00 Nyquist (PP) – 49:35 | 0–1 1–1 2–1 3–1 4–1 5–1 5–2 | 15:05 – Ehlers (J. Jensen, Eller) (PP) 59:54 – J. Jensen (Bjorkstrand, Christensen) |                    |                    |
| |                             |                                                                                     |                    |                    |
| 42 | Udarci                      | 25                                                                                  |                    |                    |

| 9. svibnja 2016. 16:15 | Rusija | 4:0 (0:0, 2:0, 2:0) | Latvija | Moskva Posjećenost: 4,515 |

| Izvještaj utakmice | Izvještaj utakmice | Izvještaj utakmice | Izvještaj utakmice | Izvještaj utakmice |
| --- | ------------------ | ------------------ | ------------------ | ------------------ |
| |                    |                    |                    |                    |
| 20:29 – Panarin (Datsyuk) 27:34 – Dadonov (Shipachyov, Panarin) 47:02 – Shipachyov (Panarin, Dadonov) 57:30 – Panarin (Chudinov, Shipachyov) (PP) | 1–0 2–0 3–0 4–0    |                    |                    |                    |
| |                    |                    |                    |                    |
| 37 | Udarci             | 27                 |                    |                    |

| 9. svibnja 2016. 20:15 | Švedska | 2:4 (2:0, 0:3, 0:1) | Češka | Moskva Posjećenost: 5,385 |

| Izvještaj utakmice                                                        | Izvještaj utakmice      | Izvještaj utakmice                                                                                      | Izvještaj utakmice | Izvještaj utakmice |
| ------------------------------------------------------------------------- | ----------------------- | --- | ------------------ | ------------------ |
|                                                                           |                         | |                    |                    |
| Rosén (Gustafsson, Wennberg) (PP) – 09:15 Lundberg (Sjögren) (SH) – 19:52 | 1–0 2–0 2–1 2–2 2–3 2–4 | 26:45 – Pastrňák (Červenka, Jeřábek) 33:38 – Kovář (Jeřábek, Birner) 37:59 – Birner (SH) 54:32 – Birner |                    |                    |
|                                                                           |                         | |                    |                    |
| 28                                                                        | Udarci                  | 33 |                    |                    |

| 10. svibnja 2016. 16:15 | Švicarska | 3:2 (PR) (0:2, 0:0, 2:0, 1:0) | Danska | Moskva Posjećenost: 5,962 |

| Izvještaj utakmice                                                                           | Izvještaj utakmice  | Izvještaj utakmice                                                             | Izvještaj utakmice | Izvještaj utakmice |
| -------------------------------------------------------------------------------------------- | ------------------- | ------------------------------------------------------------------------------ | ------------------ | ------------------ |
|                                                                                              |                     |                                                                                |                    |                    |
| Weber (Moser, Niederreiter) – 49:42 Niederreiter (Moser, Diaz) – 57:58 Blum (Ambühl) – 64:08 | 0–1 0–2 1–2 2–2 3–2 | 07:08 – Storm (Nielsen, Nick. Jensen) (PP) 18:54 – Ehlers (Eller, Hansen) (PP) |                    |                    |
|                                                                                              |                     |                                                                                |                    |                    |
| 42                                                                                           | Udarci              | 28                                                                             |                    |                    |

| 10. svibnja 2016. 20:15 | Kazahstan | 2:4 (1:1, 1:2, 0:1) | Norveška | Moskva Posjećenost: 7,384 |

| Izvještaj utakmice                                                          | Izvještaj utakmice      | Izvještaj utakmice | Izvještaj utakmice | Izvještaj utakmice |
| --------------------------------------------------------------------------- | ----------------------- | --- | ------------------ | ------------------ |
|                                                                             |                         | |                    |                    |
| Dawes (Boyd, Semjonov) (PP) – 07:00 Bočenski (Savčenko, Dawes) (PP) – 35:47 | 0–1 1–1 1–2 2–2 2–3 2–4 | 03:24 – Johannessen (Forsberg) 33:04 – K. Olimb (Olsen, Nørstebø) 38:17 – M. Olimb (K. Olimb, Holøs) 57:37 – Zuccarello (Haugen) (ENG) |                    |                    |
|                                                                             |                         | |                    |                    |
| 19                                                                          | Udarci                  | 43 |                    |                    |

| 11. svibnja 2016. 16:15 | Švicarska | 5:4 (0:0, 3:3, 2:1) | Latvija | Moskva Posjećenost: 5,692 |

| Izvještaj utakmice | Izvještaj utakmice                  | Izvještaj utakmice | Izvještaj utakmice | Izvještaj utakmice |
| --- | ----------------------------------- | --- | ------------------ | ------------------ |
| |                                     | |                    |                    |
| Niederreiter (Andrighetto, Diaz) (PP) – 23:33 Niederreiter (Du Bois, Diaz) (PP) – 26:06 Hofmann (Andrighetto, Schäppi) – 28:30 Andrighetto (Geering) – 45:56 Blum – 58:31 | 1–0 2–0 3–0 3–1 3–2 3–3 4–3 4–4 5–4 | 33:24 – Rēdlihs (Sotnieks, Cibuļskis) (PP) 37:23 – Rēdlihs (Sotnieks, Cibuļskis) (PP) 38:36 – Ķēniņš 46:22 – A. Širokovs (Galviņš, Daugaviņš) |                    |                    |
| |                                     | |                    |                    |
| 31 | Udarci                              | 17 |                    |                    |

| 11. svibnja 2016. 20:15 | Švedska | 7:3 (3:1, 3:0, 1:2) | Kazahstan | Moskva Posjećenost: 8,729 |

| Izvještaj utakmice | Izvještaj utakmice                      | Izvještaj utakmice                                                                                     | Izvještaj utakmice | Izvještaj utakmice |
| --- | --------------------------------------- | --- | ------------------ | ------------------ |
| |                                         | |                    |                    |
| Backlund (Omark, Fantenberg) – 12:20 Klasen (Nyquist, Wennberg) – 15:11 Larsson (Norman) – 16:15 Nyquist (Wennberg, Klasen) (PP) – 24:25 Nyquist (Omark, Ericsson) – 28:51 Wennberg (SH) – 30:42 Nyquist (Fransson, Wennberg) (SH) – 54:02 | 1–0 2–0 3–0 3–1 4–1 5–1 6–1 6–2 6–3 7–3 | 19:59 – Boyd (Dawes) (PP) 46:49 – Markelov (Puškarjov, Solarjov) 47:57 – Savčenko (Rymarev, Poluektov) |                    |                    |
| |                                         | |                    |                    |
| 46 | Udarci                                  | 26 |                    |                    |

| 12. svibnja 2016. 16:15 | Česka | 7:0 (3:0, 4:0, 0:0) | Norveška | Moskva Posjećenost: 5,124 |

| Izvještaj utakmice | Izvještaj utakmice          | Izvještaj utakmice | Izvještaj utakmice | Izvještaj utakmice |
| --- | --------------------------- | ------------------ | ------------------ | ------------------ |
| |                             |                    |                    |                    |
| Červenka (Pastrňák, Kundrátek) – 05:11 Zohorna – 09:33 Kousal – 19:45 Kašpar (Kundrátek) – 22:10 Šimek (Birner) – 28:37 Řepík (Jeřábek, Kovář) – 34:53 Kašpar (Zohorna, Doudera) (PP) – 39:09 | 1–0 2–0 3–0 4–0 5–0 6–0 7–0 |                    |                    |                    |
| |                             |                    |                    |                    |
| 33 | Udarci                      | 26                 |                    |                    |

| 12. svibnja 2016. 20:15 | Rusija | 10:1 (3:0, 4:1, 3:0) | Danska | Moskva Posjećenost: 11,022 |

| Izvještaj utakmice | Izvještaj utakmice                           | Izvještaj utakmice             | Izvještaj utakmice | Izvještaj utakmice |
| --- | -------------------------------------------- | ------------------------------ | ------------------ | ------------------ |
| |                                              |                                |                    |                    |
| Marčenko (Dadonov, Zaitsev) – 02:38 Chudinov (Šipačov, Panarin) (PP) – 12:45 Zaitsev (Burmistrov) – 13:06 Mozjakin (Dacjuk, Ljubimov) (PP) – 30:43 Mozjakin (Dacjuk, Belov) – 33:42 Širokov (Vojnov) – 33:52 Dadonov (Šipačov, Panarin) – 37:37 Šipačov (Dadonov, Panarin) (PP) – 41:50 Šipačov (Panarin, Dadonov) – 44:38 Panarin (Vojnov, Šipačov) (PP) – 55:31 | 1–0 2–0 3–0 3–1 4–1 5–1 6–1 7–1 8–1 9–1 10–1 | 29:56 – Hansen (Ehlers, Eller) |                    |                    |
| |                                              |                                |                    |                    |
| 41 | Udarci                                       | 17                             |                    |                    |

| 13. svibnja 2016. 16:15 | Kazahstan | 1:3 (0:1, 0:0, 1:2) | Češka | Moskva Posjećenost: 8,234 |

| Izvještaj utakmice              | Izvještaj utakmice | Izvještaj utakmice                                                                                     | Izvještaj utakmice | Izvještaj utakmice |
| ------------------------------- | ------------------ | --- | ------------------ | ------------------ |
|                                 |                    | |                    |                    |
| 55:30 – Dawes (Boyd, Tryasunov) |                    | Plekanec (Pastrňák, Červenka) – 06:55 Plekanec (Pastrňák) – 42:51 Kousal (Jordán, Řepík) (ENG) – 58:51 |                    |                    |
|                                 |                    | |                    |                    |
| 20                              | Udarci             | 36 |                    |                    |

| 13. svibnja 2016. 20:15 | Danska | 3:2 (KU) (1:1, 1:1, 0:0, 0:0, 1:0) | Latvija | Moskva Posjećenost: 7,788 |

| Izvještaj utakmice                                                                                        | Izvještaj utakmice             | Izvještaj utakmice                                                                                             | Izvještaj utakmice | Izvještaj utakmice |
| --- | ------------------------------ | --- | ------------------ | ------------------ |
| |                                | |                    |                    |
| Nick. Jensen (Madsen, Green) (PP) – 11:57 Poulsen (Bødker, Christensen) – 28:28 Eller Ehlers Nick. Jensen | 1–0 1–1 1–2 2–2 Kazneni udarci | 17:45 – Džeriņš (Bukarts, Cibuļskis) (PP) 21:57 – Daugaviņš (Bukarts, Džeriņš) (PP) Džeriņš Indrašis Daugaviņš |                    |                    |
| |                                | |                    |                    |
| 36 | Udarci                         | 32 |                    |                    |

| 14. svibnja 2016. 12:15 | Norveška | 2:3 (0:0, 0:1, 2:2) | Švedska | Moskva Posjećenost: 6,221 |

| Izvještaj utakmice                                                             | Izvještaj utakmice  | Izvještaj utakmice                                                                                  | Izvještaj utakmice | Izvještaj utakmice |
| ------------------------------------------------------------------------------ | ------------------- | --------------------------------------------------------------------------------------------------- | ------------------ | ------------------ |
|                                                                                |                     | |                    |                    |
| Olsen (M. Olimb, Johannessen) – 43:41 Martinsen (Holøs, M. Olimb) (EA) – 58:02 | 0–1 0–2 1–2 1–3 2–3 | 20:56 – Nyquist 42:43 – Lundberg (Fransson, Sjögren) (SH) 51:47 – Rosén (Gustafsson, Wennberg) (PP) |                    |                    |
|                                                                                |                     | |                    |                    |
| 25                                                                             | Udarci              | 35                                                                                                  |                    |                    |

| 14. svibnja 2016. 16:15 | Rusija | 5:1 (1:0, 1:0, 3:1) | Švicarska | Moskva Posjećenost: 11,222 |

| Izvještaj utakmice | Izvještaj utakmice | Izvještaj utakmice | Izvještaj utakmice | Izvještaj utakmice |
| ------------------ | ------------------ | ------------------ | ------------------ | ------------------ |
|                    |                    |                    |                    |                    |
|                    |                    |                    |                    |                    |
|                    |                    |                    |                    |                    |
|                    |                    |                    |                    |                    |

| 14. svibnja 2016. 20:15 | Latvia | 2:1 (0:1, 1:0, 1:0) | Kazahstan | Moskva Posjećenost: 7,305 |

| Izvještaj utakmice | Izvještaj utakmice | Izvještaj utakmice | Izvještaj utakmice | Izvještaj utakmice |
| ------------------ | ------------------ | ------------------ | ------------------ | ------------------ |
|                    |                    |                    |                    |                    |
|                    |                    |                    |                    |                    |
|                    |                    |                    |                    |                    |
|                    |                    |                    |                    |                    |

| 15. svibnja 2016. 16:15 | Danska | 2:1 (KU) (0:0, 0:1, 1:0, 0:0, 1:0) | Češka | Moskva Posjećenost: 8,107 |

| Izvještaj utakmice | Izvještaj utakmice | Izvještaj utakmice | Izvještaj utakmice | Izvještaj utakmice |
| ------------------ | ------------------ | ------------------ | ------------------ | ------------------ |
|                    |                    |                    |                    |                    |
|                    |                    |                    |                    |                    |
|                    |                    |                    |                    |                    |
|                    |                    |                    |                    |                    |

| 15. svibnja 2016. 20:15 | Švicarska | 2:3 (1:0, 0:1, 1:1, 0:0, 0:1) | Švedska | Moskva Posjećenost: 8,214 |

| Izvještaj utakmice | Izvještaj utakmice | Izvještaj utakmice | Izvještaj utakmice | Izvještaj utakmice |
| ------------------ | ------------------ | ------------------ | ------------------ | ------------------ |
|                    |                    |                    |                    |                    |
|                    |                    |                    |                    |                    |
|                    |                    |                    |                    |                    |
|                    |                    |                    |                    |                    |

| 16. svibnja 2016. 16:15 | Rusija | 3:0 (0:0, 2:0, 1:0) | Norveška | Moskva Posjećenost: 12,116 |

| Izvještaj utakmice | Izvještaj utakmice | Izvještaj utakmice | Izvještaj utakmice | Izvještaj utakmice |
| ------------------ | ------------------ | ------------------ | ------------------ | ------------------ |
|                    |                    |                    |                    |                    |
|                    |                    |                    |                    |                    |
|                    |                    |                    |                    |                    |
|                    |                    |                    |                    |                    |

| 16. svibnja 2016. 20:15 | Danska | 4:1 (3:0, 1:1, 0:0) | Kazahstan | Moskva Posjećenost: 7,097 |

| Izvještaj utakmice | Izvještaj utakmice | Izvještaj utakmice | Izvještaj utakmice | Izvještaj utakmice |
| ------------------ | ------------------ | ------------------ | ------------------ | ------------------ |
|                    |                    |                    |                    |                    |
|                    |                    |                    |                    |                    |
|                    |                    |                    |                    |                    |
|                    |                    |                    |                    |                    |

| 17. svibnja 2016. 11:15 | Češka | 5:4 (1:1, 1:0, 3:3) | Švicarska | Moskva Posjećenost: 7,101 |

| Izvještaj utakmice | Izvještaj utakmice | Izvještaj utakmice | Izvještaj utakmice | Izvještaj utakmice |
| ------------------ | ------------------ | ------------------ | ------------------ | ------------------ |
|                    |                    |                    |                    |                    |
|                    |                    |                    |                    |                    |
|                    |                    |                    |                    |                    |
|                    |                    |                    |                    |                    |

| 17. svibnja 2016. 15:15 | Norveška | 3:1 (1:1, 2:0, 0:0) | Latvija | Moskva Posjećenost: 6,037 |

| Izvještaj utakmice | Izvještaj utakmice | Izvještaj utakmice | Izvještaj utakmice | Izvještaj utakmice |
| ------------------ | ------------------ | ------------------ | ------------------ | ------------------ |
|                    |                    |                    |                    |                    |
|                    |                    |                    |                    |                    |
|                    |                    |                    |                    |                    |
|                    |                    |                    |                    |                    |

| 17. svibnja 2016. 19:15 | Rusija | 4:1 (2:0, 2:0, 0:1) | Švedska | Moskva Posjećenost: 12,181 |

| Izvještaj utakmice | Izvještaj utakmice | Izvještaj utakmice | Izvještaj utakmice | Izvještaj utakmice |
| ------------------ | ------------------ | ------------------ | ------------------ | ------------------ |
|                    |                    |                    |                    |                    |
|                    |                    |                    |                    |                    |
|                    |                    |                    |                    |                    |
|                    |                    |                    |                    |                    |

### Skupina B
| Momčad      | Uta. | Pob. | Pobpr. | Porpr. | Por. | Po. | Pr. | Gr. | Bod. |
| ----------- | ---- | ---- | ------ | ------ | ---- | --- | --- | --- | ---- |
| Finska      | 7    | 7    | 0      | 0      | 0    | 29  | 6   | +23 | 21   |
| Kanada      | 7    | 6    | 0      | 0      | 1    | 34  | 8   | +26 | 18   |
| Njemačka    | 7    | 4    | 0      | 1      | 2    | 22  | 20  | +2  | 13   |
| SAD         | 7    | 3    | 0      | 1      | 3    | 22  | 18  | +4  | 10   |
| Slovačka    | 7    | 2    | 1      | 0      | 4    | 15  | 23  | -8  | 8    |
| Bjelorusija | 7    | 2    | 0      | 0      | 5    | 16  | 32  | -16 | 6    |
| Francuska   | 7    | 1    | 1      | 0      | 5    | 11  | 23  | -9  | 5    |
| Mađarska    | 7    | 1    | 0      | 0      | 6    | 12  | 31  | -19 | 3    |

| 6. svibnja 2016. 16:15 | SAD | 1:5 (1:2, 0:1, 0:2) | Kanada | Sankt Peterburg Posjećenost: 5,236 |

| Izvještaj utakmice | Izvještaj utakmice | Izvještaj utakmice | Izvještaj utakmice | Izvještaj utakmice |
| ------------------ | ------------------ | ------------------ | ------------------ | ------------------ |
|                    |                    |                    |                    |                    |
|                    |                    |                    |                    |                    |
|                    |                    |                    |                    |                    |
|                    |                    |                    |                    |                    |

| 6. svibnja 2016. 20:15 | Finska | 6:2 (0:0, 4:1, 2:1) | Bjelorusija | Sankt Peterburg Posjećenost: 4,877 |

| Izvještaj utakmice | Izvještaj utakmice | Izvještaj utakmice | Izvještaj utakmice | Izvještaj utakmice |
| ------------------ | ------------------ | ------------------ | ------------------ | ------------------ |
|                    |                    |                    |                    |                    |
|                    |                    |                    |                    |                    |
|                    |                    |                    |                    |                    |
|                    |                    |                    |                    |                    |

| 7. svibnja 2016. 12:15 | Slovačka | 4:1 (2:1, 1:0, 1:0) | Mađarska | Sankt Peterburg Posjećenost: 2,830 |

| Izvještaj utakmice | Izvještaj utakmice | Izvještaj utakmice | Izvještaj utakmice | Izvještaj utakmice |
| ------------------ | ------------------ | ------------------ | ------------------ | ------------------ |
|                    |                    |                    |                    |                    |
|                    |                    |                    |                    |                    |
|                    |                    |                    |                    |                    |
|                    |                    |                    |                    |                    |

| 7. svibnja 2016. 16:15 | Francuska | 3:2 (1:0, 1:2, 0:0, 0:0, 1:0) | Njemačka | Sankt Peterburg Posjećenost: 3,750 |

| Izvještaj utakmice | Izvještaj utakmice | Izvještaj utakmice | Izvještaj utakmice | Izvještaj utakmice |
| ------------------ | ------------------ | ------------------ | ------------------ | ------------------ |
|                    |                    |                    |                    |                    |
|                    |                    |                    |                    |                    |
|                    |                    |                    |                    |                    |
|                    |                    |                    |                    |                    |

| 7. svibnja 2016. 20:15 | Bjelorusija | 3:6 (0:2, 2:3, 1:1) | SAD | Sankt Peterburg Posjećenost: 3,762 |

| Izvještaj utakmice | Izvještaj utakmice | Izvještaj utakmice | Izvještaj utakmice | Izvještaj utakmice |
| ------------------ | ------------------ | ------------------ | ------------------ | ------------------ |
|                    |                    |                    |                    |                    |
|                    |                    |                    |                    |                    |
|                    |                    |                    |                    |                    |
|                    |                    |                    |                    |                    |

| 8. svibnja 2016. 12:15 | Mađarska | 1:7 (1:2, 0:4, 0:1) | Kanada | Sankt Peterburg Posjećenost: 3,825 |

| Izvještaj utakmice | Izvještaj utakmice | Izvještaj utakmice | Izvještaj utakmice | Izvještaj utakmice |
| ------------------ | ------------------ | ------------------ | ------------------ | ------------------ |
|                    |                    |                    |                    |                    |
|                    |                    |                    |                    |                    |
|                    |                    |                    |                    |                    |
|                    |                    |                    |                    |                    |

| 8. svibnja 2016. 16:15 | Finska | 5:1 (2:0, 2:1, 1:0) | Njemačka | Sankt Peterburg Posjećenost: 4,409 |

| Izvještaj utakmice | Izvještaj utakmice | Izvještaj utakmice | Izvještaj utakmice | Izvještaj utakmice |
| ------------------ | ------------------ | ------------------ | ------------------ | ------------------ |
|                    |                    |                    |                    |                    |
|                    |                    |                    |                    |                    |
|                    |                    |                    |                    |                    |
|                    |                    |                    |                    |                    |

| 8. svibnja 2016. 20:15 | Francuska | 1:5 (1:2, 0:2, 0:1) | Slovačka | Sankt Peterburg Posjećenost: 3,850 |

| Izvještaj utakmice | Izvještaj utakmice | Izvještaj utakmice | Izvještaj utakmice | Izvještaj utakmice |
| ------------------ | ------------------ | ------------------ | ------------------ | ------------------ |
|                    |                    |                    |                    |                    |
|                    |                    |                    |                    |                    |
|                    |                    |                    |                    |                    |
|                    |                    |                    |                    |                    |

| 9. svibnja 2016. 16:15 | Bjelorusija | 0:8 (0:1, 0:4, 0:3) | Kanada | Sankt Peterburg Posjećenost: 4,536 |

| Izvještaj utakmice | Izvještaj utakmice | Izvještaj utakmice | Izvještaj utakmice | Izvještaj utakmice |
| ------------------ | ------------------ | ------------------ | ------------------ | ------------------ |
|                    |                    |                    |                    |                    |
|                    |                    |                    |                    |                    |
|                    |                    |                    |                    |                    |
|                    |                    |                    |                    |                    |

| 9. svibnja 2016. 20:15 | Finska | 3:2 (2:1, 0:0, 1:1) | SAD | Sankt Peterburg Posjećenost: 4,830 |

| Izvještaj utakmice | Izvještaj utakmice | Izvještaj utakmice | Izvještaj utakmice | Izvještaj utakmice |
| ------------------ | ------------------ | ------------------ | ------------------ | ------------------ |
|                    |                    |                    |                    |                    |
|                    |                    |                    |                    |                    |
|                    |                    |                    |                    |                    |
|                    |                    |                    |                    |                    |

| 10. svibnja 2016. 20:15 | Slovačka | 1:5 (1:0, 0:3, 0:2) | Njemačka | Sankt Peterburg Posjećenost: 3,715 |

| Izvještaj utakmice | Izvještaj utakmice | Izvještaj utakmice | Izvještaj utakmice | Izvještaj utakmice |
| ------------------ | ------------------ | ------------------ | ------------------ | ------------------ |
|                    |                    |                    |                    |                    |
|                    |                    |                    |                    |                    |
|                    |                    |                    |                    |                    |
|                    |                    |                    |                    |                    |

| 10. svibnja 2016. 20:15 | Mađarska | 2:6 (1:3, 0:1, 1:2) | Francuska | Sankt Peterburg Posjećenost: 3,340 |

| Izvještaj utakmice | Izvještaj utakmice | Izvještaj utakmice | Izvještaj utakmice | Izvještaj utakmice |
| ------------------ | ------------------ | ------------------ | ------------------ | ------------------ |
|                    |                    |                    |                    |                    |
|                    |                    |                    |                    |                    |
|                    |                    |                    |                    |                    |
|                    |                    |                    |                    |                    |

| 11. svibnja 2016. 16:15 | Slovačka | 2:4 (0:0, 2:0, 0:4) | Bjelorusija | Sankt Peterburg Posjećenost: 3,172 |

| Izvještaj utakmice | Izvještaj utakmice | Izvještaj utakmice | Izvještaj utakmice | Izvještaj utakmice |
| ------------------ | ------------------ | ------------------ | ------------------ | ------------------ |
|                    |                    |                    |                    |                    |
|                    |                    |                    |                    |                    |
|                    |                    |                    |                    |                    |
|                    |                    |                    |                    |                    |

| 11. svibnja 2016. 20:15 | Finska | 3:0 (0:0, 1:0, 2:0) | Mađarska | Sankt Peterburg Posjećenost: 3,794 |

| Izvještaj utakmice | Izvještaj utakmice | Izvještaj utakmice | Izvještaj utakmice | Izvještaj utakmice |
| ------------------ | ------------------ | ------------------ | ------------------ | ------------------ |
|                    |                    |                    |                    |                    |
|                    |                    |                    |                    |                    |
|                    |                    |                    |                    |                    |
|                    |                    |                    |                    |                    |

| 12. svibnja 2016. 16:15 | SAD | 4:0 (0:0, 3:0, 1:0) | Francuska | Sankt Peterburg Posjećenost: 4,287 |

| Izvještaj utakmice | Izvještaj utakmice | Izvještaj utakmice | Izvještaj utakmice | Izvještaj utakmice |
| ------------------ | ------------------ | ------------------ | ------------------ | ------------------ |
|                    |                    |                    |                    |                    |
|                    |                    |                    |                    |                    |
|                    |                    |                    |                    |                    |
|                    |                    |                    |                    |                    |

| 12. svibnja 2016. 20:15 | Kanada | 5:2 (1:0, 1:2, 3:0) | Njemačka | Sankt Peterburg Posjećenost: 5,369 |

| Izvještaj utakmice | Izvještaj utakmice | Izvještaj utakmice | Izvještaj utakmice | Izvještaj utakmice |
| ------------------ | ------------------ | ------------------ | ------------------ | ------------------ |
|                    |                    |                    |                    |                    |
|                    |                    |                    |                    |                    |
|                    |                    |                    |                    |                    |
|                    |                    |                    |                    |                    |

| 13. svibnja 2016. 16:15 | SAD | 5:1 (0:0, 3:0, 2:1) | Mađarska | Sankt Peterburg Posjećenost: 3,598 |

| Izvještaj utakmice | Izvještaj utakmice | Izvještaj utakmice | Izvještaj utakmice | Izvještaj utakmice |
| ------------------ | ------------------ | ------------------ | ------------------ | ------------------ |
|                    |                    |                    |                    |                    |
|                    |                    |                    |                    |                    |
|                    |                    |                    |                    |                    |
|                    |                    |                    |                    |                    |

| 13. svibnja 2016. 20:15 | Njemačka | 5:2 (3:0, 1:1, 1:1) | Bjelorusija | Sankt Peterburg Posjećenost: 5,275 |

| Izvještaj utakmice | Izvještaj utakmice | Izvještaj utakmice | Izvještaj utakmice | Izvještaj utakmice |
| ------------------ | ------------------ | ------------------ | ------------------ | ------------------ |
|                    |                    |                    |                    |                    |
|                    |                    |                    |                    |                    |
|                    |                    |                    |                    |                    |
|                    |                    |                    |                    |                    |

| 14. svibnja 2016. 12:15 | Francuska | 1:3 (0:0, 0:3, 1:0) | Finska | Sankt Peterburg Posjećenost: 4,278 |

| Izvještaj utakmice | Izvještaj utakmice | Izvještaj utakmice | Izvještaj utakmice | Izvještaj utakmice |
| ------------------ | ------------------ | ------------------ | ------------------ | ------------------ |
|                    |                    |                    |                    |                    |
|                    |                    |                    |                    |                    |
|                    |                    |                    |                    |                    |
|                    |                    |                    |                    |                    |

| 14. svibnja 2016. 16:15 | Mađarska | 5:2 (2:1, 2:1, 1:0) | Bjelorusija | Sankt Peterburg Posjećenost: 4,539 |

| Izvještaj utakmice | Izvještaj utakmice | Izvještaj utakmice | Izvještaj utakmice | Izvještaj utakmice |
| ------------------ | ------------------ | ------------------ | ------------------ | ------------------ |
|                    |                    |                    |                    |                    |
|                    |                    |                    |                    |                    |
|                    |                    |                    |                    |                    |
|                    |                    |                    |                    |                    |

| 14. svibnja 2016. 20:15 | Kanada | 5:0 (2:0, 2:0, 1:0) | Slovačka | Sankt Peterburg Posjećenost: 5,512 |

| Izvještaj utakmice | Izvještaj utakmice | Izvještaj utakmice | Izvještaj utakmice | Izvještaj utakmice |
| ------------------ | ------------------ | ------------------ | ------------------ | ------------------ |
|                    |                    |                    |                    |                    |
|                    |                    |                    |                    |                    |
|                    |                    |                    |                    |                    |
|                    |                    |                    |                    |                    |

| 15. svibnja 2016. 16:15 | Njemačka | 3:2 (2:1, 0:1, 1:0) | SAD | Sankt Peterburg Posjećenost: 4,798 |

| Izvještaj utakmice | Izvještaj utakmice | Izvještaj utakmice | Izvještaj utakmice | Izvještaj utakmice |
| ------------------ | ------------------ | ------------------ | ------------------ | ------------------ |
|                    |                    |                    |                    |                    |
|                    |                    |                    |                    |                    |
|                    |                    |                    |                    |                    |
|                    |                    |                    |                    |                    |

| 15. svibnja 2016. 20:15 | Slovačka | 0:5 (0:0, 0:2, 0:3) | Finska | Sankt Peterburg Posjećenost: 5,679 |

| Izvještaj utakmice | Izvještaj utakmice | Izvještaj utakmice | Izvještaj utakmice | Izvještaj utakmice |
| ------------------ | ------------------ | ------------------ | ------------------ | ------------------ |
|                    |                    |                    |                    |                    |
|                    |                    |                    |                    |                    |
|                    |                    |                    |                    |                    |
|                    |                    |                    |                    |                    |

| 16. svibnja 2016. 16:15 | Kanada | 4:0 (1:0, 1:0, 2:0) | Francuska | Sankt Peterburg Posjećenost: 5,219 |

| Izvještaj utakmice | Izvještaj utakmice | Izvještaj utakmice | Izvještaj utakmice | Izvještaj utakmice |
| ------------------ | ------------------ | ------------------ | ------------------ | ------------------ |
|                    |                    |                    |                    |                    |
|                    |                    |                    |                    |                    |
|                    |                    |                    |                    |                    |
|                    |                    |                    |                    |                    |

| 16. svibnja 2016. 20:15 | Njemačka | 4:2 (0:1, 1:0, 3:1) | Mađarska | Sankt Peterburg Posjećenost: 5,038 |

| Izvještaj utakmice | Izvještaj utakmice | Izvještaj utakmice | Izvještaj utakmice | Izvještaj utakmice |
| ------------------ | ------------------ | ------------------ | ------------------ | ------------------ |
|                    |                    |                    |                    |                    |
|                    |                    |                    |                    |                    |
|                    |                    |                    |                    |                    |
|                    |                    |                    |                    |                    |

| 17. svibnja 2016. 12:15 | Slovačka | 3:2 (1:0, 0:1, 1:1, 1:0) | SAD | Sankt Peterburg Posjećenost: 5,080 |

| Izvještaj utakmice | Izvještaj utakmice | Izvještaj utakmice | Izvještaj utakmice | Izvještaj utakmice |
| ------------------ | ------------------ | ------------------ | ------------------ | ------------------ |
|                    |                    |                    |                    |                    |
|                    |                    |                    |                    |                    |
|                    |                    |                    |                    |                    |
|                    |                    |                    |                    |                    |

| 17. svibnja 2016. 16:15 | Bjelorusija | 3:0 (0:0, 2:0, 1:0) | Francuska | Sankt Peterburg Posjećenost: 4,895 |

| Izvještaj utakmice | Izvještaj utakmice | Izvještaj utakmice | Izvještaj utakmice | Izvještaj utakmice |
| ------------------ | ------------------ | ------------------ | ------------------ | ------------------ |
|                    |                    |                    |                    |                    |
|                    |                    |                    |                    |                    |
|                    |                    |                    |                    |                    |
|                    |                    |                    |                    |                    |

| 17. svibnja 2016. 20:15 | Finska | 4:0 (0:0, 3:0, 1:0) | Kanada | Sankt Peterburg Posjećenost: 5,890 |

| Izvještaj utakmice | Izvještaj utakmice | Izvještaj utakmice | Izvještaj utakmice | Izvještaj utakmice |
| ------------------ | ------------------ | ------------------ | ------------------ | ------------------ |
|                    |                    |                    |                    |                    |
|                    |                    |                    |                    |                    |
|                    |                    |                    |                    |                    |
|                    |                    |                    |                    |                    |

## Drugi dio prvenstva

### Četvrtzavršnica
| 19. svibnja 2016. 16:15 | SAD | 2:1 (1:0, 0:1, 0:0, 0:0, 1:0) | Češka | Moskva Posjećenost: 7,853 |

| Izvještaj utakmice | Izvještaj utakmice | Izvještaj utakmice | Izvještaj utakmice | Izvještaj utakmice |
| ------------------ | ------------------ | ------------------ | ------------------ | ------------------ |
|                    |                    |                    |                    |                    |
|                    |                    |                    |                    |                    |
|                    |                    |                    |                    |                    |
|                    |                    |                    |                    |                    |

| 19. svibnja 2016. 16:15 | Finska | 5:1 (1:0, 2:1, 2:0) | Danska | Sankt Peterburg Posjećenost: 5,038 |

| Izvještaj utakmice | Izvještaj utakmice | Izvještaj utakmice | Izvještaj utakmice | Izvještaj utakmice |
| ------------------ | ------------------ | ------------------ | ------------------ | ------------------ |
|                    |                    |                    |                    |                    |
|                    |                    |                    |                    |                    |
|                    |                    |                    |                    |                    |
|                    |                    |                    |                    |                    |

| 19. svibnja 2016. 20:15 | Rusija | 4:1 (0:1, 3:0, 1:0) | Njemačka | Moskva Posjećenost: 12,199 |

| Izvještaj utakmice | Izvještaj utakmice | Izvještaj utakmice | Izvještaj utakmice | Izvještaj utakmice |
| ------------------ | ------------------ | ------------------ | ------------------ | ------------------ |
|                    |                    |                    |                    |                    |
|                    |                    |                    |                    |                    |
|                    |                    |                    |                    |                    |
|                    |                    |                    |                    |                    |

| 19. svibnja 2016. 20:15 | Kanada | 6:0 (1:0, 3:0, 2:0) | Švedska | Sankt Peterburg Posjećenost: 6,090 |

| Izvještaj utakmice | Izvještaj utakmice | Izvještaj utakmice | Izvještaj utakmice | Izvještaj utakmice |
| ------------------ | ------------------ | ------------------ | ------------------ | ------------------ |
|                    |                    |                    |                    |                    |
|                    |                    |                    |                    |                    |
|                    |                    |                    |                    |                    |
|                    |                    |                    |                    |                    |

### Poluzavršnica
| 21. svibnja 2016. 16:15 | Finska | 3:1 (0:1, 3:0, 0:0) | Rusija | Moskva Posjećenost: 12,215 |

| Izvještaj utakmice | Izvještaj utakmice | Izvještaj utakmice | Izvještaj utakmice | Izvještaj utakmice |
| ------------------ | ------------------ | ------------------ | ------------------ | ------------------ |
|                    |                    |                    |                    |                    |
|                    |                    |                    |                    |                    |
|                    |                    |                    |                    |                    |
|                    |                    |                    |                    |                    |

| 21. svibnja 2016. 20:15 | Kanada | 4:3 (2:0, 1:3, 1:0) | SAD | Moskva Posjećenost: 10,455 |

| Izvještaj utakmice | Izvještaj utakmice | Izvještaj utakmice | Izvještaj utakmice | Izvještaj utakmice |
| ------------------ | ------------------ | ------------------ | ------------------ | ------------------ |
|                    |                    |                    |                    |                    |
|                    |                    |                    |                    |                    |
|                    |                    |                    |                    |                    |
|                    |                    |                    |                    |                    |

### Utakmica za brončanu medalju
| 22. veljače 2010. 16:15 | Rusija | 7:2 (2:0, 3:1, 2:1) | SAD | Moskva Posjećenost: 12,043 |

| Izvještaj utakmice | Izvještaj utakmice | Izvještaj utakmice | Izvještaj utakmice | Izvještaj utakmice |
| ------------------ | ------------------ | ------------------ | ------------------ | ------------------ |
|                    |                    |                    |                    |                    |
|                    |                    |                    |                    |                    |
|                    |                    |                    |                    |                    |
|                    |                    |                    |                    |                    |

### Finale
Sva vremena su UTC-8
| 28. veljače 2010. 12:15 | Kanada | 2:0 (1:0, 0:0, 1:0) | Finska | Moskva Posjećenost: 11,509 |

| Izvještaj utakmice | Izvještaj utakmice | Izvještaj utakmice | Izvještaj utakmice | Izvještaj utakmice |
| ------------------ | ------------------ | ------------------ | ------------------ | ------------------ |
|                    |                    |                    |                    |                    |
|                    |                    |                    |                    |                    |
|                    |                    |                    |                    |                    |
|                    |                    |                    |                    |                    |

## Statistike

### Strijelci
Podebljani podatci označavaju najbolji učinak u pojedinom dijelu statistike.
| # | Igrač            | Uta. | Golovi | Asistencije | Bodovi | Kazna | +/- |
| - | ---------------- | ---- | ------ | ----------- | ------ | ----- | --- |
| 1 | Vadim Šipačov    | 10   | 6      | 12          | 18     | 8     | +10 |
| 2 | Artjemi Panarin  | 10   | 6      | 9           | 15     | 4     | +9  |
| 3 | Jevgenij Dadonov | 10   | 6      | 7           | 13     | 6     | +10 |
| 4 | Patrik Laine     | 10   | 7      | 5           | 12     | 4     | +4  |
| 4 | Mikael Granlund  | 10   | 4      | 8           | 12     | 2     | +6  |
| 5 | Derick Brassard  | 10   | 5      | 6           | 11     | 4     | +9  |
| 5 | Pavel Dacjuk     | 10   | 1      | 10          | 11     | 0     | +6  |
| 6 | Matt Duchene     | 10   | 5      | 5           | 10     | 2     | +10 |
| 6 | Mikko Koivu      | 10   | 4      | 6           | 10     | 12    | +8  |
| 6 | Mark Stone       | 10   | 4      | 6           | 10     | 6     | +8  |

### Vratari
Vratari koji su imali više od 40% ukupne minutaže u svojoj momčadi.
Podebljani podatci označavaju najbolji učinak vratara u pojedinom dijelu statistike, a poredak je zasnovan na postotku obrana.
| # | Vratar           | Minute | PrG. | GAA  | %     |
| - | ---------------- | ------ | ---- | ---- | ----- |
| 1 | Dominik Furch    | 355:00 | 4    | 0.94 | 96.00 |
| 2 | Mikko Koskinen   | 479:01 | 9    | 1.13 | 94.67 |
| 3 | Cam Talbot       | 480:00 | 10   | 1.25 | 94.01 |
| 4 | Sebastian Dahm   | 434:04 | 16   | 2.21 | 93.55 |
| 5 | Sergei Bobrovsky | 520:51 | 15   | 1.73 | 93.12 |

Hat-trick
- Gustav Nyquist
- Sacha Treille

## Plasman
|    | Kanada            |                                        |
|    | Finska            |                                        |
|    | Rusija            |                                        |
| 4  | Sjedinjene Države |                                        |
| 5  | Češka             |                                        |
| 6  | Švedska           |                                        |
| 7  | Njemačka          |                                        |
| 8  | Danska            |                                        |
| 9  | Slovačka          |                                        |
| 10 | Norveška          |                                        |
| 11 | Švicarska         |                                        |
| 12 | Bjelorusija       |                                        |
| 13 | Latvija           |                                        |
| 14 | Francuska         |                                        |
| 15 | Mađarska          | Relegacija u Divizije I Skupina A 2017 |
| 16 | Kazahstan         | Relegacija u Divizije I Skupina A 2017 |

## Prava prijenosa
Navedeno su samo zemlje sudionice.
- Bjelorusija : Belarus TV
- Kanada : TSN, RDS, CTV
- Češka : Česká televize
- Danska : TV 2
- Finska : MTV3
- Francuska : Sport +
- Njemačka : Sport1
- Kazahstan : Kazahstan TV
- Latvija : Latvijska televizija
- Norveška : SBS Discovery
- Rusija : Prvi kanal
- SAD : NBC
- Slovačka : RTVS
- Švedska : TV4
- Švicarska : SRG SSR
- Mađarska : Sport1

## Vanjske poveznice
- Službena stranica